# 太組不二雄
太組 不二雄（たくみ ふじお、1964年12月15日 - ）は、日本の競馬評論家。
本人ブログではプロフィールが「競馬予想家」となっている。広島県出身。東洋大学卒業。元・俳優、コメディアンで、旧芸名は太組富士雄、たくみふぢお。

## 略歴
1980年代より芸能事務所「マックスプロモート」に所属し、「太組富士雄」名義で俳優として活動をしていたが、鳴かず飛ばずだった。
1993年、芸能事務所「タイタン」に移籍。「たくみふぢお」名義でお笑い芸人に路線変更。現GO・JOの阪田マサノブと「ジバ（後にPART TIME ガンジーに改名）」というコンビで活動していた。
現在は更に「太組不二雄」に改名。太組という名字は本名で、先祖が大工であった。競馬予想を公の場で語る芸人の走りである。

## 競馬
2000年代から競馬予想家を生業とするようになり、競馬お笑いグループ・UMAP（ウマップ）のメンバーにも属していた。その後、強制脱会させられ、UMAP自体もその後消滅したが、2014年秋に再結成し自身も参加した。
予想スタイル
「馬群マスター」という独自の予想方法を用いる。ペースメーカーになる馬を予測して、第4コーナーでの馬群の形を分類し、そのパターンにあった勝ち馬を予想するものである。また最近はムーブ馬（レース距離や戦法を経ることによって、惨敗していた馬が、次に激走するという概念。所謂、ショック予想。）という概念も活用しはじめている。
競馬予想TV!
中央競馬情報番組『競馬予想TV!』では、レギュラー予想家の一人である。予想が低迷していた時期もあったが、「馬群マスター」を駆使して以降の2006-2007年シーズンには、初めて番組公認のタイトル「狙い目」を獲得した。
それ以前は、メガネをかけて頭を七三にした背広姿、オレンジのセーター等の衣装で、分度器やイラストを用いて写真での馬体チェックや、調教VTRでの判断で予想していた。その予想方法が極めて曖昧な上に、次々と理論を変更していた。なかなか成果が出ず、新理論開発も含め番組から1年間の休養を強いられることになる。その充電期間中に「馬群マスター」を考案した。
頭にタオルを巻いて出演する事が多かった為、「タオル」というニックネームで呼ばれる場合もある。タオルの理由は、キャラ付けと手術痕の頭髪を隠していると推定されている（共演者水上学の発言より）。2013年頃からは、ソフト帽を被るようになった。また、共演した横山ルリカから「たくみん」とあだ名されている。

## エピソード
- 『競馬予想TV!』出演者とは関係が深く、自身が受けた開頭手術での入院時に共演者の水上学と小林弘明が見舞いに来ている。
- 長年POGをやっていたが、当初は重賞勝ち馬はおらず順位の方も低迷していた。2008 - 2009年度でセイウンワンダーとアプレザンレーヴを指名して、遂に重賞勝ちとG1勝ち指名の両方を達成できた。

## 出演

### テレビ
バラエティー
- TBS・シャッフル・爆乳悶スター
- 大爆笑問題
- 対爆笑問題（ジュース君として出演）

情報番組
- 競馬予想TV!（フジテレビONE）

### テレビドラマ
- 親子ジグザグ（1987年、TBS系）
- ママは幽霊がお好き（1988年、TBS系）
- 教師びんびん物語II（1989年、フジテレビ系）
- こっちこい!UFO（1989年、TBS系）
- 予備校ブギ（1990年、TBS系）
- しゃぼん玉（1991年、CX系）
- 家栽の人（1993年、TBS系）
- ひとつ屋根の下（1993年、CX系）

### オリジナルビデオ
- スターヴァージン（1988年、ポニーキャニオン）